# Le Lorrain (Martinique)
Pour les articles homonymes, voir Le Lorrain.
Le Lorrain est une commune française, située dans le département de Martinique. Ses habitants sont appelés les Lorinois. Le Lorrain était nommé Grande-Anse jusqu'à 1840.

## Géographie

### Localisation

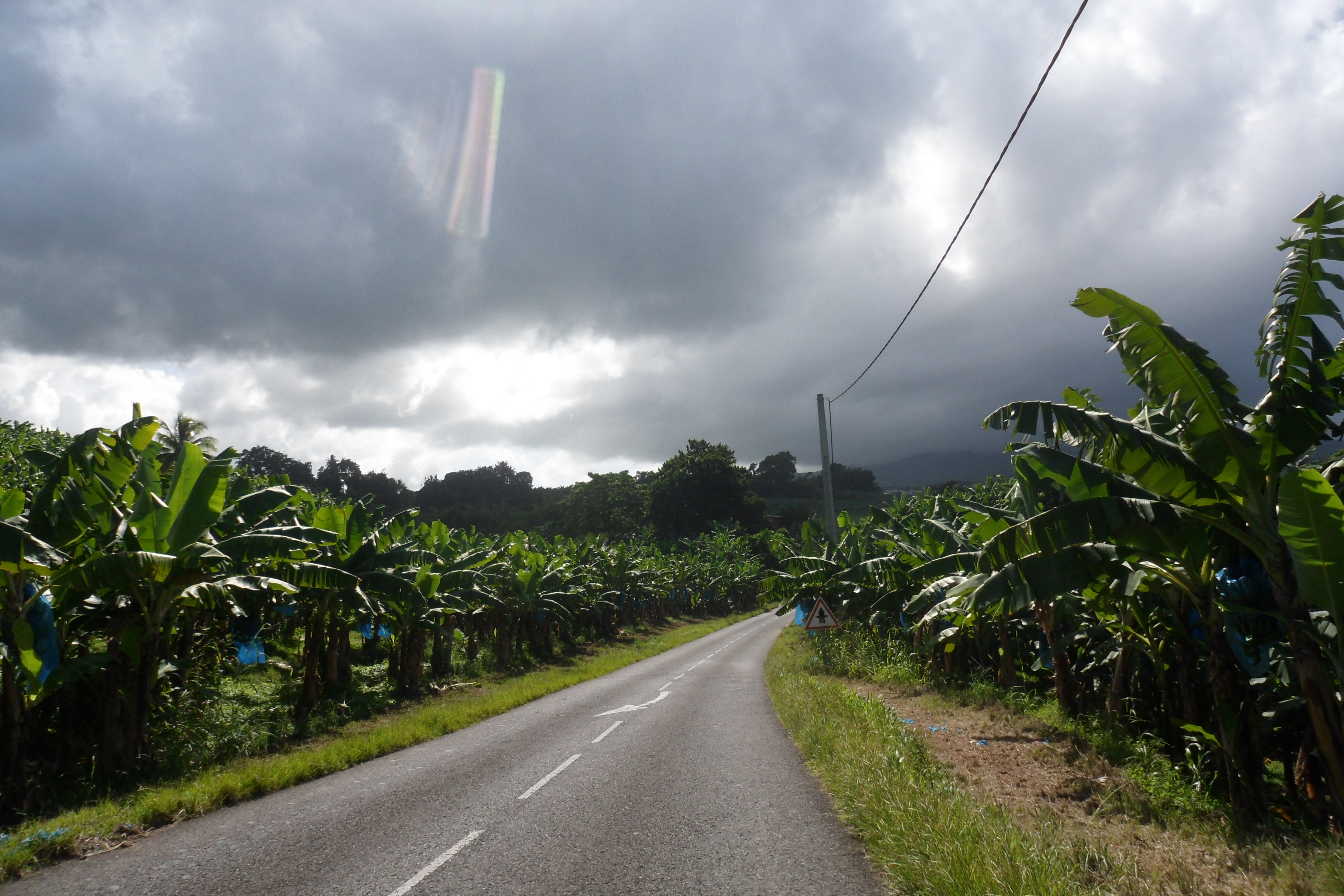
La ville est desservie par la RN 1 et la D 22.

Le bourg se situe sur la côte atlantique, au fond d'une anse battue par une forte houle. Par sa superficie de 50,33 km2, le Lorrain est la quatrième commune de l'île de la Martinique.

## Urbanisme

### Typologie
Le Lorrain est une commune urbaine, car elle fait partie des communes denses ou de densité intermédiaire, au sens de la grille communale de densité de l'Insee,,,.
Elle appartient à l'unité urbaine du Lorrain, une agglomération intra-départementale regroupant 1 commune et 6 607 habitants en 2022, dont elle est une ville isolée,.
Par ailleurs la commune fait partie de l'aire d'attraction du Lorrain, dont elle est la commune-centre. Cette aire, qui regroupe 1 commune, est catégorisée dans les aires de moins de 50 000 habitants,.
La commune, bordée par l'Océan Atlantique au nord-est, est également une commune littorale au sens de la loi du 3 janvier 1986, dite loi littoral. Des dispositions spécifiques d’urbanisme s’y appliquent dès lors afin de préserver les espaces naturels, les sites, les paysages et l’équilibre écologique du littoral, par exemple le principe d'inconstructibilité, en dehors des espaces urbanisés, sur la bande littorale des 100 mètres, ou plus si le plan local d’urbanisme le prévoit,.

## Toponymie
L'ancien nom de la commune était « Grande-Anse ». Elle a été rebaptisée en « Le Lorrain » en 1840.

## Histoire
Un site très ancien, qui fut peuplé par les Arawaks et s'est longtemps appelé « Grande Anse », au nom de la baie qui l'encadre.
Le décret du 12 juin 1837 regroupe Grande-Anse et Le Marigot en une seule commune qui sera désignée après 1840 sous le vocable « Le Lorrain ». En 1889, la commune du Marigot est rétablie.

## Politique et administration

### Rattachements administratifs et électoraux
Avant 2015, elle élisait son représentant au conseil général dans le canton du Lorrain, entité dont elle était le chef-lieu et unique commune.
Pour l’élection des députés, la commune fait partie de la deuxième circonscription de la Martinique.

### Intercommunalité
La commune appartient à la communauté d'agglomération du Pays Nord Martinique.

### Politique de développement durable
La commune a engagé une politique de développement durable en lançant une démarche d'Agenda 21 en 2003.

## Population et société

### Démographie
L'évolution du nombre d'habitants est connue à travers les recensements de la population effectués dans la commune depuis 1961, premier recensement postérieur à la départementalisation de 1946. À partir de 2006, les populations de référence des communes sont publiées annuellement par l'Insee. Le recensement repose désormais sur une collecte d'information annuelle, concernant successivement tous les territoires communaux au cours d'une période de cinq ans. Pour les communes de moins de 10 000 habitants, une enquête de recensement portant sur toute la population est réalisée tous les cinq ans, les populations de référence des années intermédiaires étant quant à elles estimées par interpolation ou extrapolation. Pour la commune, le premier recensement exhaustif entrant dans le cadre du nouveau dispositif a été réalisé en 2008.

En 2022, la commune comptait 6 607 habitants, en évolution de −4,69 % par rapport à 2016 (Martinique : −4,11 %, France hors Mayotte : +2,11 %).
| 1961  | 1967  | 1974  | 1982  | 1990  | 1999  | 2006  | 2007  | 2008  |
| ----- | ----- | ----- | ----- | ----- | ----- | ----- | ----- | ----- |
| 9 437 | 9 172 | 8 611 | 7 929 | 8 084 | 8 234 | 7 781 | 7 716 | 7 650 |

| 2013  | 2018  | 2022  | - | - | - | - | - | - |
| ----- | ----- | ----- | - | - | - | - | - | - |
| 7 177 | 6 824 | 6 607 | - | - | - | - | - | - |

### Enseignement
Enseignement public secondaire : Les collèges et lycées du Lorrain :
- Collège Hubert Néro
- Lycée polyvalent Joseph Pernock

### Sports et loisirs
Équipements sportifs :
- Complexe sportif Michel Thalmensy[19],[20]
- Piscine municipale.

Clubs sportifs :
- Le Rapid-Club du Lorrain[21], football, handball (ancien club de Wendie Renard, joueuse de football professionnelle de l'olympique lyonnais et de l'Équipe de France féminine de football[22].). Vainqueur en 1997 de la Coupe de la Martinique de football.
- ASC Océanic-Club de Morne-Capot[23], football
- US Lorrinnoise, football féminin
- Eveil de Carabin, handball
- Neptune Club, natation

## Économie
Les terres de la commune se prêtent tout particulièrement à la culture de la banane, ce qui vaut à la commune son surnom de « Royaume de la banane ».
L'acclimatation de la mirabelle, pourtant lorraine, y a échoué.

## Culture locale et patrimoine

### Lieux et monuments
- L'église Saint-Hyacinthe. L'édifice a été inscrit au titre des monuments historiques en 1995[24]. L'église est dédiée à saint Hyacinthe
- Le monument aux morts présentant un poilu noir à l'air désinvolte confiant dans son ange gardien. Le monument actuel refait en 1993 par Louis Reminy s'inspire de l'ancien sans en être une copie très fidèle. Le poilu nonchalant du Lorrain

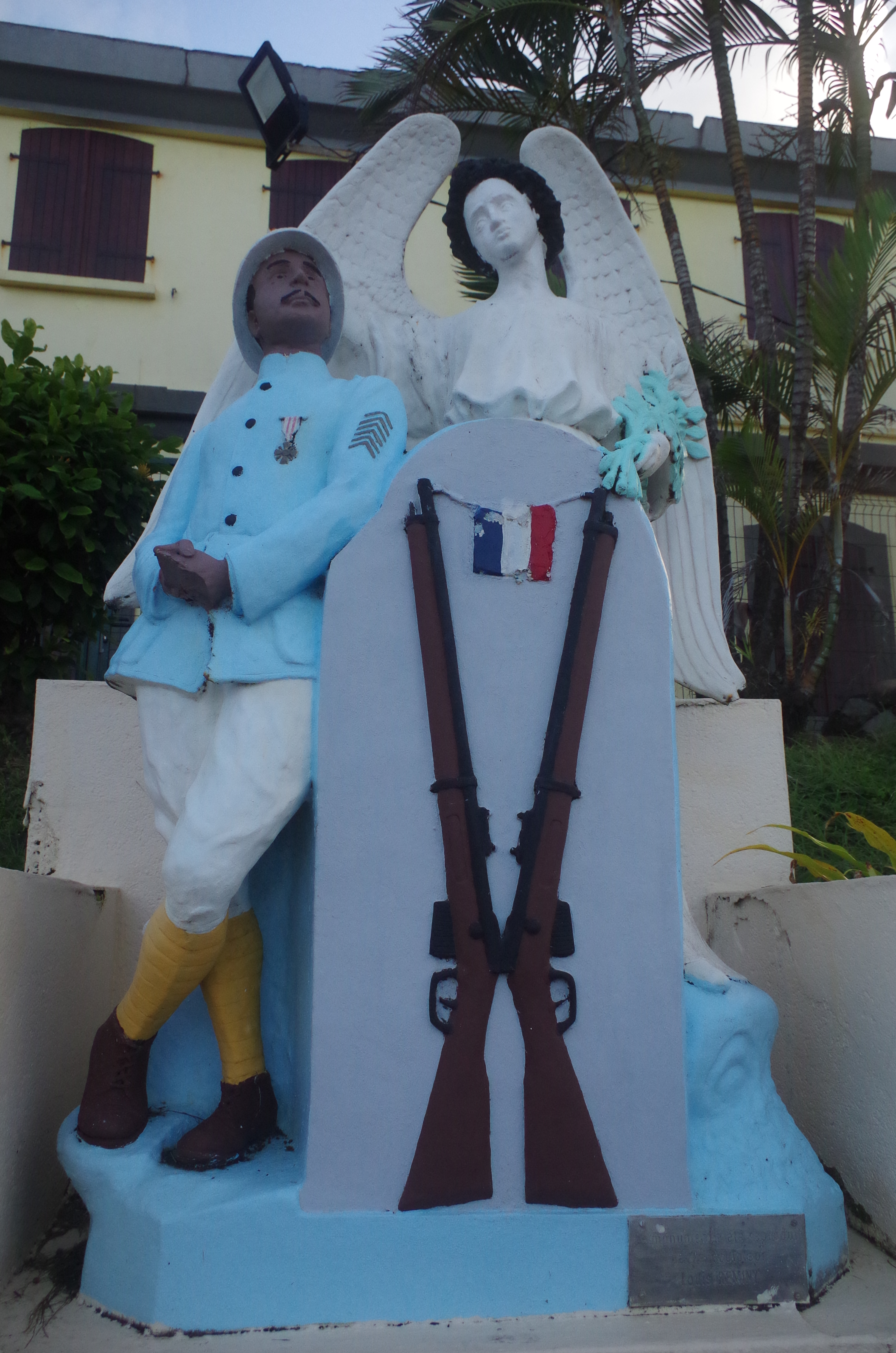
Le poilu nonchalant du Lorrain

- Au Morne-Bois, le moulin Jouan est le dernier moulin à canne à sucre de l'île où est fabriqué de façon traditionnelle du sirop de batterie.
- Au quartier Vallon, la case à farine de la famille Ragald perpétue depuis plusieurs décennies la préparation de la farine de manioc.
- Les vestiges de la civilisation précolombienne sur les sites des Habitations Vivé et Fond Brûlé.
- Les ruines de la chapelle de l'Habitation Vivé[25]. L'habitation, protégée depuis 2019, devrait faire l'objet de travaux de restauration grâce à la mission Stéphane Bern[26]. À terme, il sera possible de visiter les lieux. La construction d'un musée amérindien est également prévue à côté de l'habitation[27].L'autel de la chapelle de l'habitation Vivé

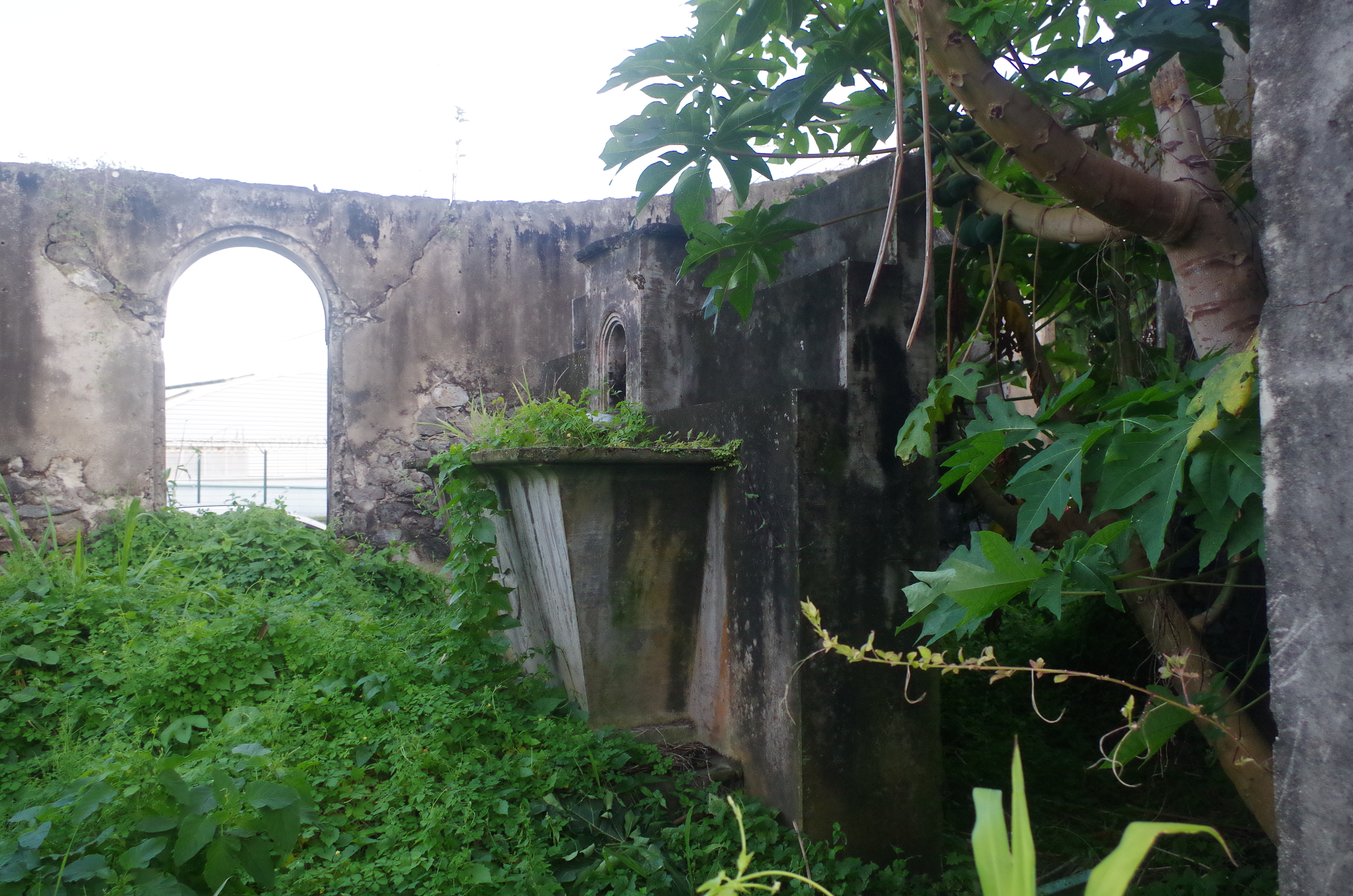
L'autel de la chapelle de l'habitation Vivé

### Personnalités liées à la commune

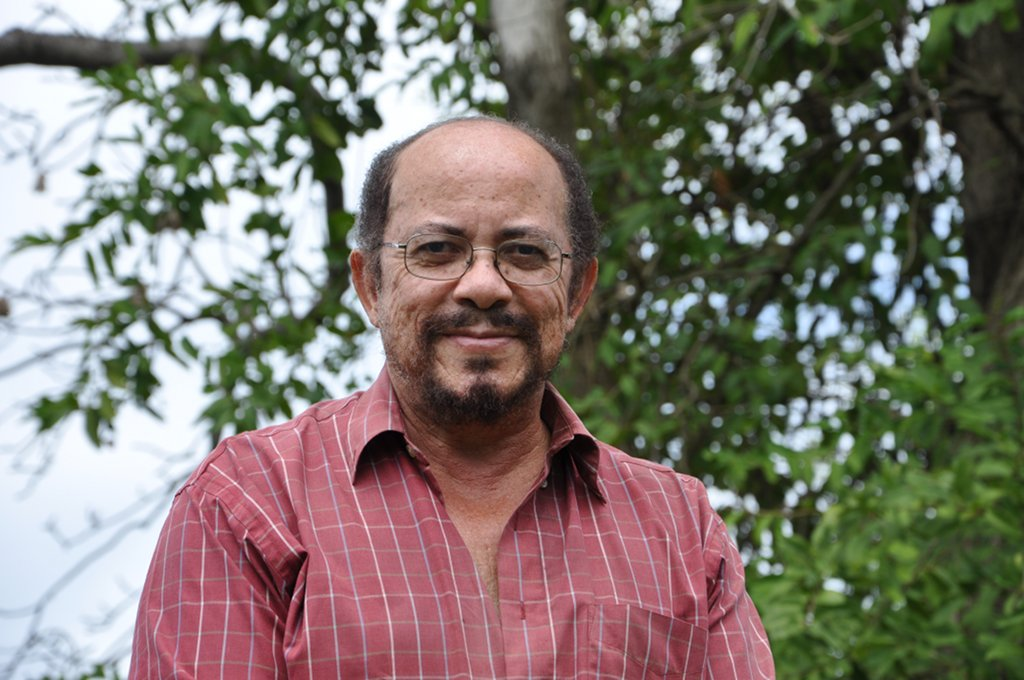
Raphaël Confiant, romancier.

- Raphaël Confiant, né au Lorrain, écrivain et universitaire, il est en 1989 cofondateur du mouvement littéraire la Créolité. Il a obtenu plusieurs prix littéraires dont le prix Novembre en 1991 pour son roman Eau de café, le prix Shibusawa-Claudel au Japon, le prix littéraire des Caraïbes, le prix Carbet et le prix Casa de las Américas à Cuba.
- Jean Bernabé, écrivain, professeur agrégé de grammaire, docteur en linguistique et ancien Doyen de la Faculté des Lettres et Sciences Humaines. Il est aussi à l'origine de la création de la licence et de la maîtrise de créole à la Faculté des Lettres et Sciences humaines à l'Université Antilles-Guyane et fondateur du GEREC. Cofondateur du mouvement littéraire la Créolité en 1989. Romancier et essayiste, il est l'auteur des romans suivants "Le Bailleur d'étincelle", "La Malgeste des mornes", "Le Partage des ancêtres", "Litanie pour le nègre fondamental" et des essais suivants "Fondal-Natal" en 1976, "La Graphie créole" en 2001 et en 2016 "La Dérive identitariste".
- Fernand Clerc, industriel béké, maire du Lorrain de 1926 à 1929 et député de la Martinique de 1919 à 1924 et de 1929 à 1939 et président du Conseil général de la Martinique de 1908 à 1910.
- Joseph Pernock, maire du Lorrain de 1945 à 1975 et député de la Martinique de 1966 à 1967. En son hommage, le lycée polyvalent de la commune porte son nom.
- Rodolphe Désiré, médecin né au Lorrain, maire du Marin de 1983 à 2020, conseiller général du canton du Marin de 1982 à 2008 et sénateur de la Martinique de 1986 à 2004. Il fut aussi secrétaire général du Parti progressiste martiniquais de 1967 à 1970. Il était en 1962, l'un des signataires du Manifeste de l'OJAM.
- Hugues Micholet (né en 1951), karatéka et arbitre de karaté